# Островецкое кладбище (Раменский район)
Островецкое кладбище (в официальных документах — кладбище «Островцы») — межпоселенческое кладбище Раменского района Московской области. Расположено в деревне Островцы около Тураевского шоссе.

## История
Открыто для захоронения в 1971 году после закрытия для свободного захоронения Быковского мемориального кладбища в г. Жуковский на основе существующего по-крайней мере с XYIII века деревенского погоста. Территория кладбища разделена на 57 участков и занимает площадь в 21,3 га. Кладбище огорожено по периметру. В глубине кладбища расположено и первоначальное деревенское кладбище. К Островецкому кладбище примыкает участок захоронений г. Лыткарино площадью в 2 га, также называемый Островецким кладбищем. Рядом с кладбищем расположена построенная в начале 2000-х гг. деревянная часовня Успения Пресвятой Богородицы. Многие годы Островецкое межпоселенческое кладбище являлось основным местом захоронения умерших жителей города Жуковский и прилегающих к нему посёлков городского типа: Удельной, Быково, Ильинского и Кратово. Здесь похоронены 10 Героев Советского Союза, 2 Героя Российской Федерации, 2 Героя Социалистического Труда (смотри список захороненных на кладбище), заслуженные лётчики-испытатели СССР и РФ, представители научной и творческой интеллигенции. К 2013 году территория кладбища была практически полностью заполнена и Постановлением главы администрации Раменского муниципального района от 23 июля 2013 года межпоселенческое кладбище «Островцы» было закрыто для свободного захоронения в связи с полным использованием отведенной территории и невозможностью дальнейшего расширения.

## На кладбище похоронены
См. Категория:Похороненные на кладбище Островцы

### Герои Советского Союза
- Гапоненко Даниил Васильевич (1921—1995), участок 2[6]
- Гудимов Иван Кириллович (1920—1995), участок 46[7]
- Ерошкин Андрей Григорьевич (1903—1972), участок 22[8] (первый Герой Советского Союза, похороненный на Островецком кладбище)
- Козлов Виктор Дмитриевич (1916—1995), участок 2[9]
- Майков Николай Иванович (1918—2005), участок 49[10]
- Никитин Николай Алексеевич (1922—1973), участок 20[11]
- Садовников Николай Фёдорович (1946—1994), участок 11[12]
- Сугак Сергей Савельевич (1909—2001), участок 52[13]
- Шершавин Сергей Иванович (1915—2002), участок 8 (центральная аллея)[14]
- Якуненко Александр Иванович (1918 −1993), участок 6 (центральная аллея)[15]

### Герои Российской Федерации
- Бесчастнов Александр Георгиевич (1957—2001), участок 10[16]
- Горюнов Евгений Александрович (1930—2005), участок 12[17]

### Герои Социалистического Труда
- Гришин Виктор Константинович (1928—2003), участок 19[18]
- Растов Ардалион Ардалионович (1926—2012), участок 11[19]

### Лауреаты Государственной премии СССР
- Бочаров, Василий Иванович

### Заслуженные деятели науки и техники РСФСР
- Косточкин, Владимир Васильевич